# Unterseeboot 1057
L'Unterseeboot 1057 ou U-1057 est un sous-marin allemand (U-Boot) de type VIIC utilisé par la Kriegsmarine pendant la Seconde Guerre mondiale.
Le sous-marin est commandé le 5 juin 1941 à Kiel (Arsenal Germania), sa quille posée le 21 juin 1943, il est lancé le 20 avril 1944 et mis en service le 20 mai 1944, sous le commandement de l'Oberleutnant zur See Günther Lüth.
L'U-1057 n'endommage ni ne coule aucun navire au cours de l'unique patrouille (16 jours en mer) qu'il effectue.
Il capitule à Bergen en mai 1945.
Transféré à la Marine soviétique en novembre 1945, il est renommé N-22 et reste en service jusqu'en 1955.

## Conception
Unterseeboot type VII, l'U-1057 avait un déplacement de 769 tonnes en surface et 871 tonnes en plongée. Il avait une longueur totale de 67,10 m, un maître-bau de 6,20 m, une hauteur de 9,60 m et un tirant d'eau de 4,74 m. Le sous-marin était propulsé par deux hélices de 1,23 m, deux moteurs diesel Germaniawerft M6V 40/46 de 6 cylindres en ligne de 1 400 cv à 470 tr/min, produisant un total de 2 060 à 2 350 kW en surface et de deux moteurs électriques Brown, Boveri & Cie GG UB 720/8 de 375 cv à 295 tr/min, produisant un total 550 kW, en plongée. Le sous-marin avait une vitesse en surface de 17,7 nœuds (32,8 km/h) et une vitesse de 7,6 nœuds (14,1 km/h) en plongée. Immergé, il avait un rayon d'action de 80 milles marins (150 km) à 4 nœuds (7,4 km/h; 4,6 milles par heure) et pouvait atteindre une profondeur de 230 m. En surface son rayon d'action était de 8 500 milles nautiques (soit 15 700 km) à 10 nœuds (19 km/h).
L'U-1057 était équipé de cinq tubes lance-torpilles de 53,3 cm (quatre montés à l'avant et un à l'arrière) et embarquait quatorze torpilles. Il était équipé d'un canon de 8,8 cm SK C/35 (220 coups), d'un canon antiaérien de 20 mm Flak et d'un canon 37 mm Flak M/42 qui tire à 15 350 mètres avec une cadence théorique de 50 coups par minute. Il pouvait transporter 26 mines TMA ou 39 mines TMB. Son équipage comprenait 4 officiers et 40 à 56 sous-mariniers.

## Historique
Il suit son temps d'entraînement initial à la 5. Unterseebootsflottille jusqu'au 31 janvier 1945, puis rejoint son unité de combat dans cette même flottille.
Sa première patrouille est précédée d'un court trajet de Kiel à Horten. Elle commence le 21 avril 1945 au départ d'Horten pour les eaux côtières britanniques. Lorsque l'ordre d'arrêt des combats arrive le 4 mai 1945, l'U-1057 est en opérations à l'ouest des îles britanniques. Il retourne en Norvège. Le 9 mai 1945, il se rend aux forces alliées à Bergen.
Le 30 mai 1945 (le 2 juin 1945 selon une autre source), il part vers le lieu de rassemblement du Loch Ryan, en Angleterre.
En novembre 1945, la Tripartite Naval Commission (en) remet l'U-1057 à la Marine soviétique comme prise de guerre. Il échappe donc à l'opération alliée de destruction massive d'U-Boote.
Le 6 décembre 1945, il arrive à Libau en Lettonie. Il est nommé N-22 et sert dans la Flotte de la Baltique à partir du 13 février 1946.
Le 9 juin 1949, il devient le S-81.
Le 30 décembre 1955, il est mis en réserve et fait des expériences de coque dans la Flotte du Nord pour une future explosion atomique.
Le sous-marin est coulé le 24 septembre 1957 lors d'un essai de bombe atomique appelé 45 (Joe 39) (Essais nucléaires soviétiques de 1957 (en)) en Nouvelle-Zemble, en mer de Barents.
Il est rayé des listes de la Marine soviétique le 16 octobre 1957, renfloué puis démoli.

## Affectations
- 5. Unterseebootsflottille du 20 mai 1944 au 31 janvier 1945 (Période de formation).
- 5. Unterseebootsflottille du 1er février 1945 au 8 mai 1945 (Unité combattante).

## Commandement
- Oberleutnant zur See Günther Lüth du 20 mai 1944 au 9 mai 1945.

## Patrouille(s)
|       | Commandant         | Départ        | Départ | Arrivée       | Arrivée | Jours    | Succès |
| ----- | ------------------ | ------------- | ------ | ------------- | ------- | -------- | ------ |
|       | Oblt. Günther Lüth | 12 avril 1945 | Kiel   | 16 avril 1945 | Horten  | 5 jours  |        |
| 1     | Oblt. Günther Lüth | 21 avril 1945 | Horten | 1er mai 1945  | Bergen  | 11 jours |        |
| Total | Total              | Total         | Total  | Total         | Total   | 16 jours | 0 t    |

Note : Oblt. = Oberleutnant zur See